# Sam Kjellberg

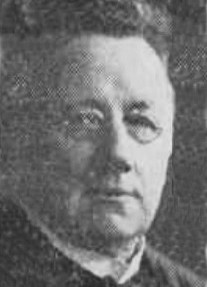
Sam Kjellberg.

Samuel "Sam" Georg Kjellberg, född 23 april 1863 i Agnetorps församling i Skaraborgs län, död 12 april 1939 i Hedvig Eleonora församling i Stockholm, var en svensk arkitekt. Han var far till arkitekten Nils G. Kjellberg.

## Biografi

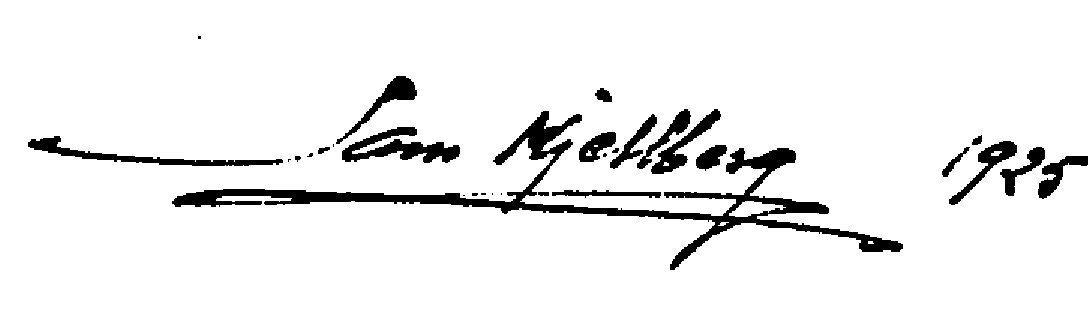
Kjellbergs namnteckning 1925.

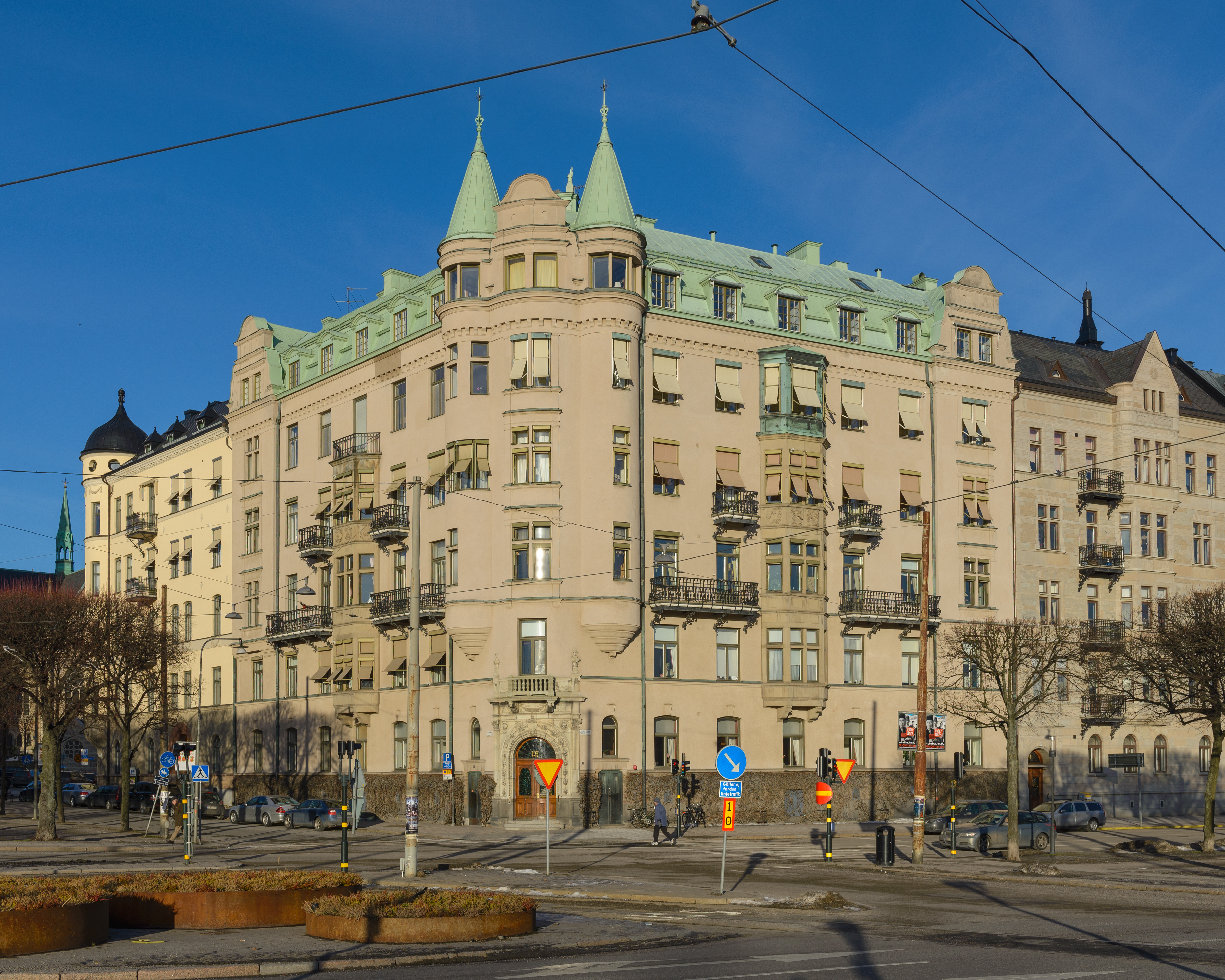
Strandvägen 49, Östermalm. Samtliga tre byggnader vid korsningen av Strandvägen och Narvavägen är ritade av Sam Kjellberg och byggdes på 1890-talet.

Kjellberg kom efter avslutade studier till Axel Kumliens ritkontor där han stannade några år. I början av 1890-talet öppnade han ett eget kontor. Han kom vid åren kring förra sekelskiftet att bli en av de flitigaste arkitekterna i Stockholms innerstad, med ritade över 80 byggnader, i huvudsak bostadshus. I kvarteret Bajonetten ritade han fyra hus för byggherren Isaak Hirsch, med fasader åt Strandvägen 49-53 och Narvavägen 2-4.
Under de första åren av 1900-talet ritade Sam Kjellberg flera byggnader för Stockholms utskänkningsaktiebolag med tillhörande kroglokal. Stockholms utskänkningsaktiebolag lät i början av 1900-talet uppföra ett antal egna byggnader.
För Stockholm för Stockholms utskänkningsaktiebolags räkning uppfördes kroglokaler eller värdshus vid följande adresser i Stockholm: 
- Nybrogatan 32 - nuvarande Stockholms Auktionsverk (1902-1903). Krogen på Östermalm var ursprungligen ett av Stockholms utskänkningsaktiebolags värdshus.
- Surbrunnsgatan 33 - nuvarande restaurang Norra Brunn (1903), öppnade som Norra Brunn värdshus i Vasastaden. Norra Brunn har haft flera namn under 1900-talet, bland andra Zum Alten Brunnen och Old Bowler.
- Blekingegatan 40 - nuvarande Restaurang Pelikan (1904), i kvarteret Obelisken 10 på Södermalm.
- Tjärhovsgatan 41 - nuvarande restaurang och ölhall Kvarnen (1908), och vid

Åren 1913-1914 byggdes Wallingatan 32-34 på Norrmalm, det som idag är Scalateatern eller enbart Scala, ursprungligen öppnades lokalen 1915 som biograf Pallas-Teatern, den upphörde redan 1918 för att bli teater.

## Verk i urval[4]
I kronologisk ordning:

- Döbelnsgatan 5, 1895-1896
- Birger Jarlsgatan 24, 1897-1899
- Birger Jarlsgatan 22, 1897-1900
- Kungsgatan 3, 1898-1900
- Strandvägen 49, 1894-1895
- Strandvägen 51, 1895-1897
- Strandvägen 53, 1895-1897
- Narvavägen 4, 1895-1896
- Nybrogatan 32, 1902-1803
- Mälartorget 15, 1903
- Surbrunnsgatan 33, 1903
- Blekingegatan 40, 1904
- Birger Jarlsgatan 125, 1907-1912
- Tjärhovsgatan 41, 1908
- Alströmergatan 45, 1911-1918
- Wallingatan 32,  1913-1914
- Karlavägen 5, 1913-1914
- Kocksgatan,[5] 1914-1918
- Östermalmsgatan 11, 1915-1916
- Karlbergsvägen 72, 1916-1918
- Runebergsgatan 7, 1923-1925

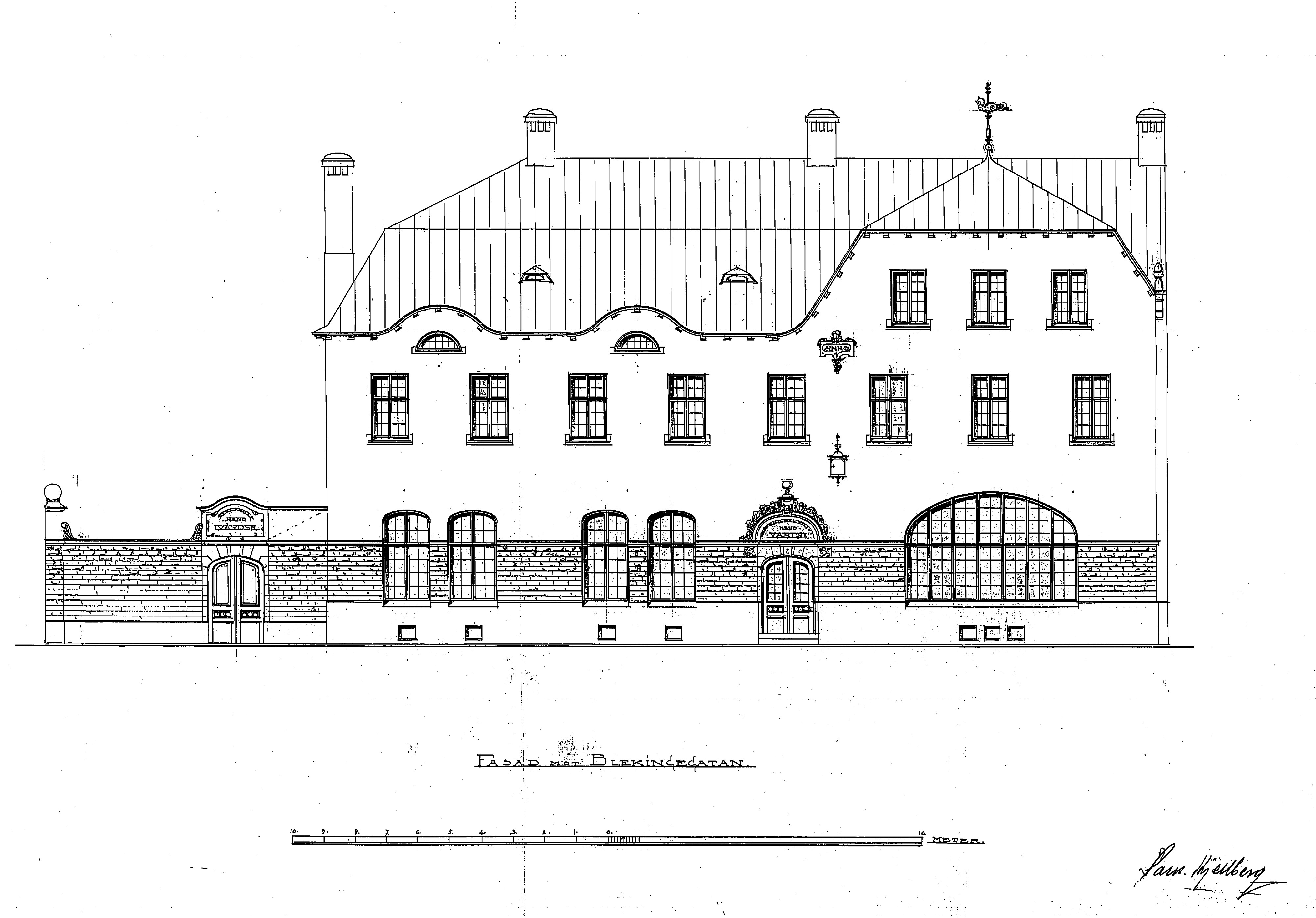
Blekingegatan 40, Södermalm, nuvarande Restaurang Pelikan, Sam Kjellbergs fasadritning är från 1902, huset stod färdigt 1904.

- David Bagares gata 14-16 Regeringsgatan 76-78, kv. Vätan 1, Fleminggatan 70, 1926-1928
- Pilgatan 21, 1930
- Bastugatan 21, 1930-1932

## Bilder (urval)

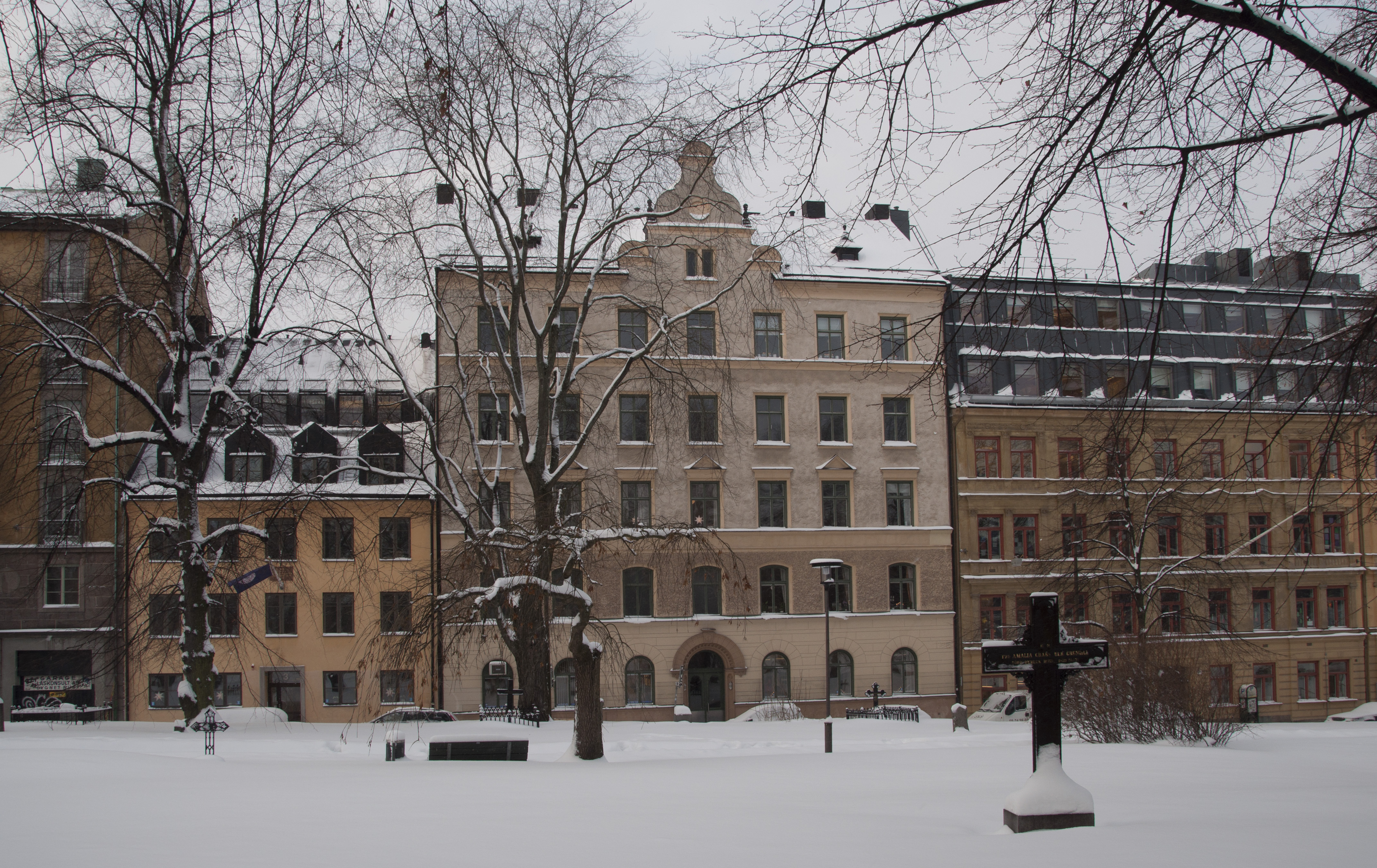
Döbelnsgatan 5 (1895-1896), byggherre N Lundberg, byggmästare J C Svensson.
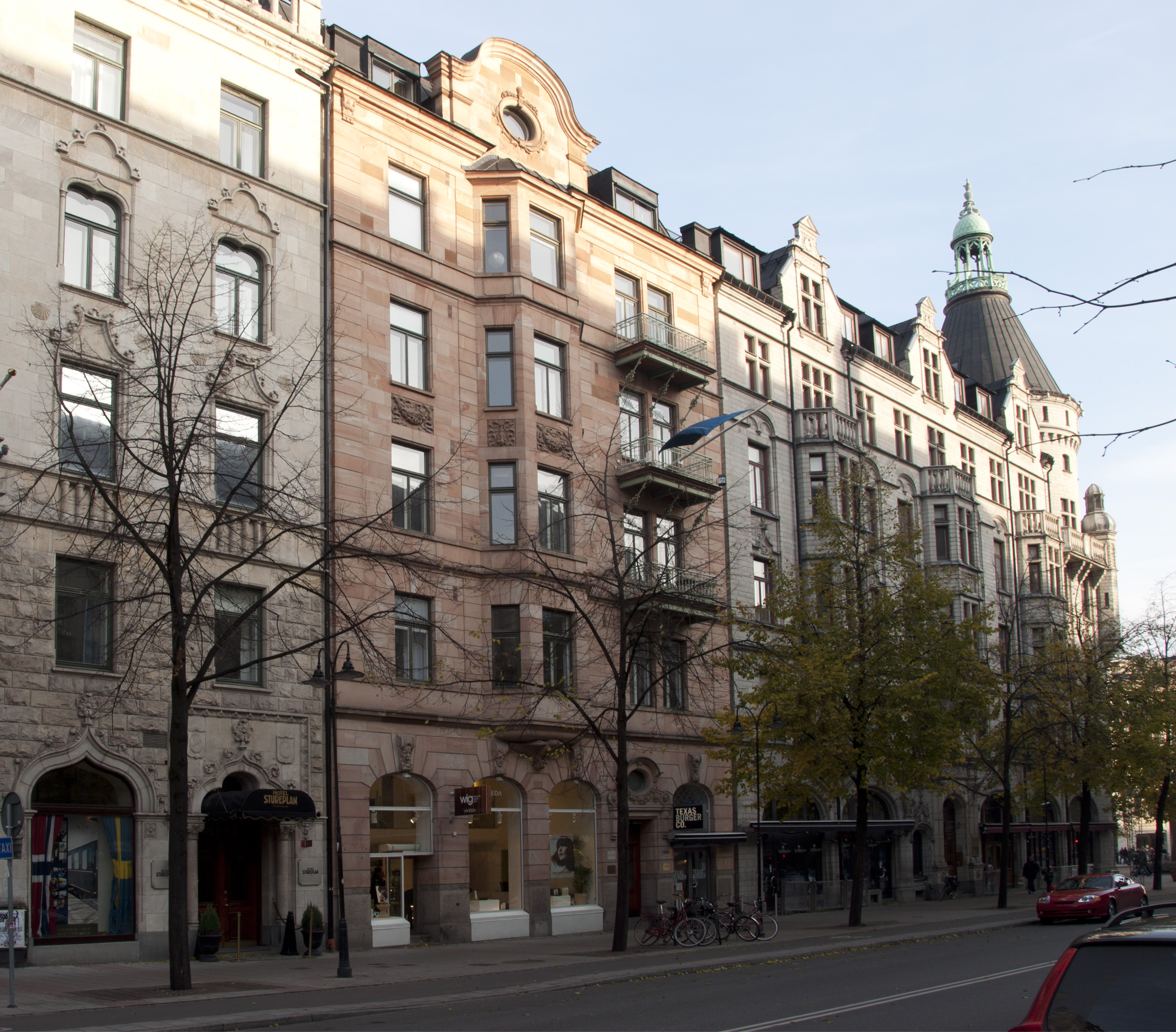
Birger Jarlsgatan 22 (1897-1900), byggherre Lars Östlihn.
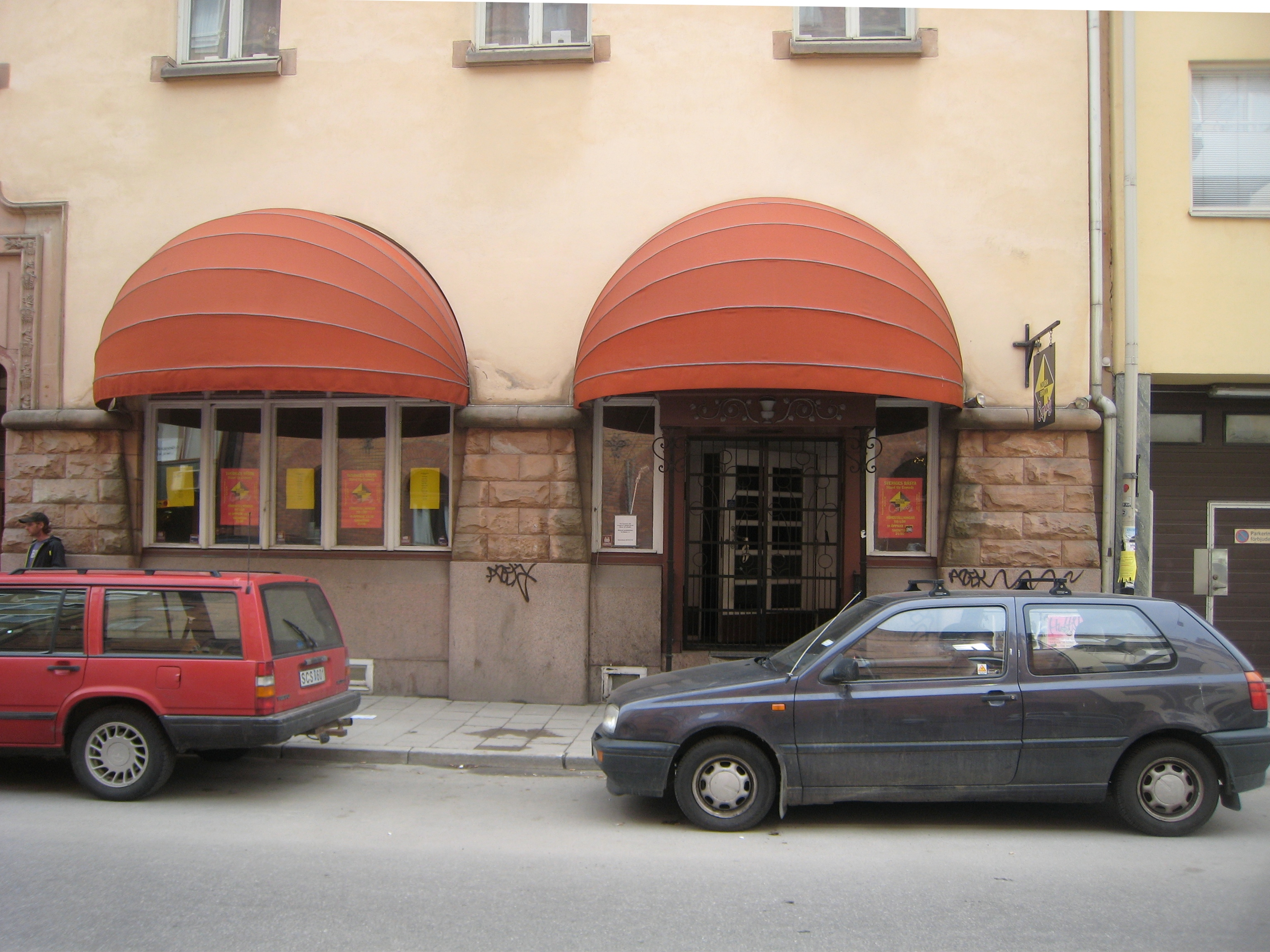
Surbrunnsgatan 33 (1903), Vasastaden, nuvarande restaurang Norra Brunn.
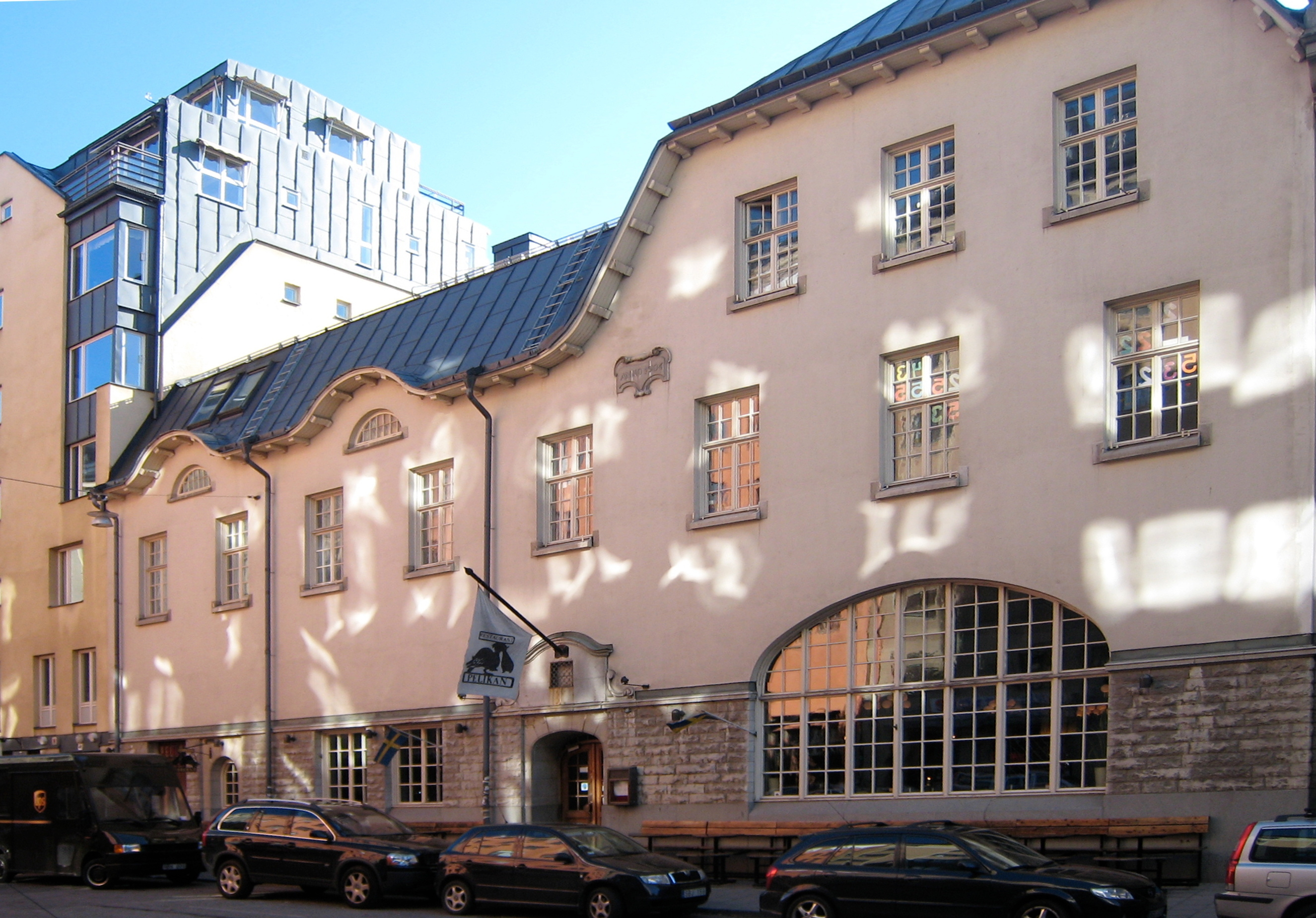
Blekingegatan 40 (1904), Södermalm, nuvarande Restaurang Pelikan.
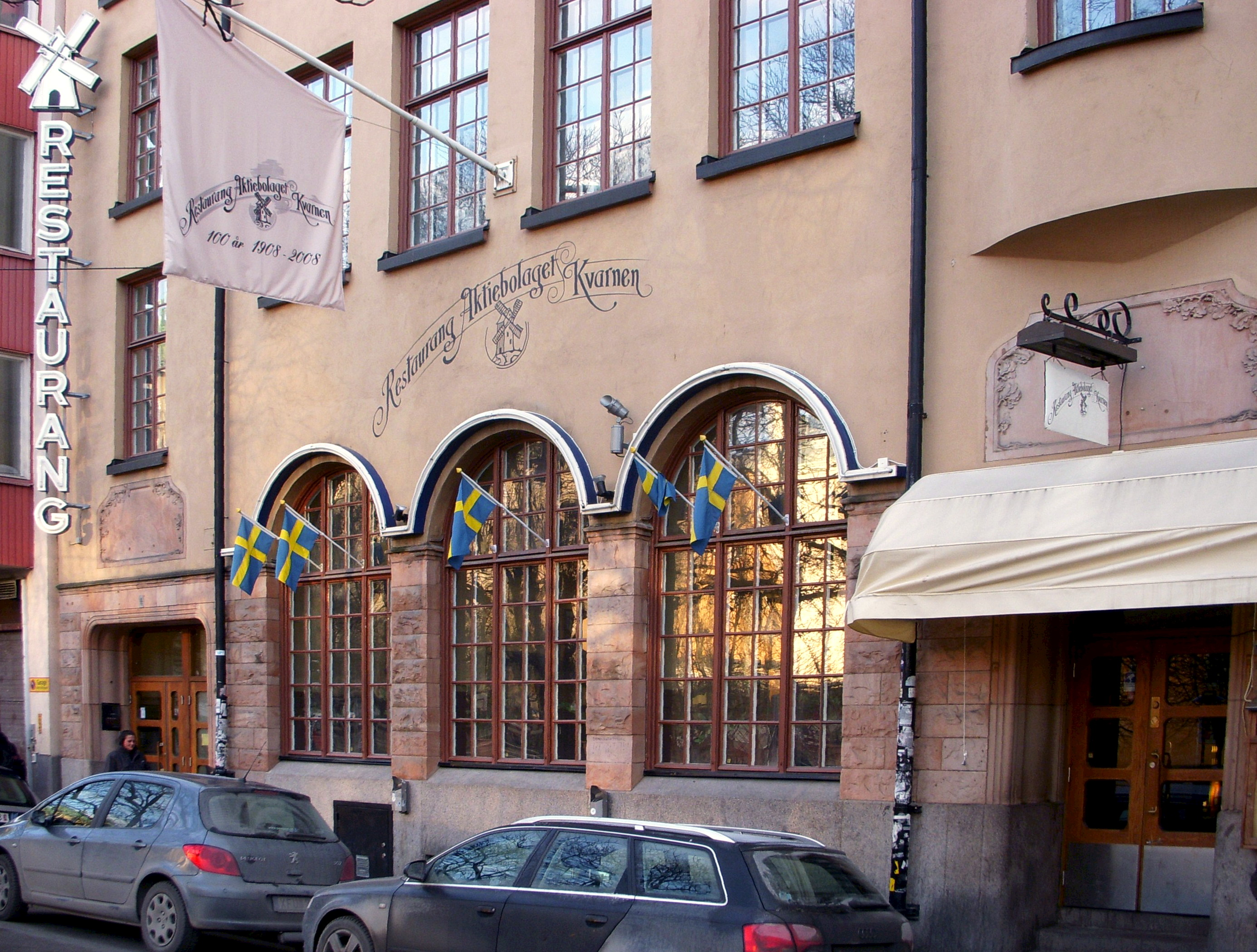
Tjärhovsgatan 41 (1908), Södermalm, restaurang och ölhallen Kvarnen eller Restaurang Aktiebolaget Kvarnen.